# 倪百祥
倪百祥（1957年—），浙江绍兴人，汉族，中华人民共和国政治人物、第十二届全国人民代表大会江西地区代表。
毕业于浙江大学工商管理专业。加入中国共产党。2013年，担任全国人大代表。